# Причеповка (Житомирская область)
Причеповка (укр. Причепівка) — село на Украине, находится в Ружинском районе Житомирской области в бассейне реки Березянка.
Код КОАТУУ — 1825280802. Население по переписи 2001 года составляет 73 человека. Почтовый индекс — 13651. Телефонный код — 4138. Занимает площадь 0,362 км².

## Адрес местного совета
13651, Житомирская область, Ружинский р-н, с. Березянка, ул. Ленина, 4